# ニュータイン県
ニュータイン県（ニュータインけん、ベトナム語：Huyện Như Thanh / 縣如清?）は、ベトナム社会主義共和国タインホア省の県である。面積は587.3km²、人口は95,360人（2018年）である。

## 行政区画
1市鎮13社を管轄する。